# Olympus OM-D E-M10 Mark II
Die Olympus OM-D E-M10 Mark II ist eine spiegellose Systemkamera des Herstellers Olympus für das Micro-Four-Thirds-System. Sie ist das Nachfolgemodell der OM-D E-M10 und seit September 2015 im europäischen Handel erhältlich. Zwei Jahre später wurde mit dem Modell Olympus OM-D E-M10 III ein weiterer Nachfolger auf den Markt gebracht.

## Neuerungen
Das Gehäuse wurde gegenüber dem Vorgängermodell leicht verändert, die Abmessungen blieben dabei fast identisch. Die Anordnung der Schalter auf der Oberseite der Kamera wurde überarbeitet, dabei wurde das Moduswahlrad von der linken auf die rechte Seite verschoben. Die Auflösung des elektronischen Suchers wurde von 1,44 Millionen auf 2,36 erhöht, der Vergrößerungsfaktor stieg dabei leicht von 0,575 auf 0,615.
Die E-M10 Mark II enthält nun auch den 5-Achsen Bildstabilisator der teureren OM-D Modelle. Durch die Einführung eines neuen elektronischen Verschlusses beträgt die kürzeste Verschlusszeit 1/16000 Sekunde gegenüber 1/4000 Sekunde im Vorgängermodell, gleichzeitig steigt die Serienbildrate von 8 auf 8,5 Bilder pro Sekunde sowie die Bildfrequenz bei Videoaufnahmen auf bis zu 60 fps (statt bisher 30 fps). Zusätzlich erlaubt der elektronische Verschluss das geräuschlose Auslösen der Kamera.
Wie das Vorgängermodell kann die E-M10 Mark II über ihre W-LAN Schnittstelle und die Olympus-App OI.Share auf einem Android- oder Apple-iOS-Smartphone oder -Tablet ferngesteuert werden. Zusätzlich ist es mit Hilfe der Olympus-App OI.Track möglich, die Bilder auf der Kamera nächträglich mit GPS-Positionsinformationen zu versehen. Dazu müssen Kamera und Smartphone bzw. Tablet erst über W-LAN kurz verbunden werden, um ihre Uhren zu synchronisieren. Anschließend nimmt man Bilder auf, während die Olympus App ohne Verbindung zur Kamera läuft und mittels GPS die Position aufzeichnet. Am Ende verbindet man die Kamera erneut mit der App, die dann die aufgezeichneten Positionsdaten an die Kamera überträgt. Die Kamera schreibt dabei die GPS-Koordinaten in die EXIF-Informationen der Fotos.

## Auszeichnungen
- 2016 wurde das Kameragehäuse vom Fotopresseverband Technical Image Press Association (TIPA) mit dem TIPA-Award „Best Mirrorless CSC Advanced“ (CSC = Compact System Camera) ausgezeichnet.[5]
- Die European Imaging and Sound Association (EISA) verlieh der Kamera die Auszeichnung „European Consumer Compact System Camera  2016–2017“.[6]